# Wyuczona bezradność
Wyuczona bezradność – w pracy socjalnej termin oznaczający stan wyuczony, wytworzony przez narażenie na szkodliwe, nieprzyjemne sytuacje, w których nie ma możliwości ucieczki lub których nie da się uniknąć. Dotyczy najczęściej osób zmarginalizowanych, długofalowo korzystających ze wsparcia ośrodków pomocy społecznej, w tym długotrwale bezrobotnych, dotkniętych ubóstwem, bezdomnych lub niepełnosprawnych. Z drugiej strony coraz częściej wskazuje się, że społeczeństwa cywilizacji wysoce rozwiniętych technologicznie są dotknięte tą przypadłością.
W psychologii termin ten oznacza utrwalenie przekonań o braku związku przyczynowo-skutkowego między własnym działaniem (reakcją) a jego konsekwencjami (wzmocnieniem).
Termin został rozpropagowany w psychologii przez Martina Seligmana w latach 70. XX w., zaś badania nad tym zjawiskiem rozpoczął Curt Paul Richter pod koniec lat 50. XX wieku.

## Eksperymenty
Seligman i Maier (1967 r.) umieszczali psy w klatce tak, by nie mogły one uniknąć porażenia prądem elektrycznym. Po pewnym czasie i kilkunastu nieskutecznych próbach uniknięcia bólu psy kładły się na podłodze i biernie znosiły cierpienie. W warunkach pierwotnych (całkowity brak kontroli) wszystkie zwierzęta umierały z powodu apatii, odmawiania przyjęcia pokarmu. W innej grupie badawczej wykazano, że zwierzęta nie podejmują prób odzyskania kontroli nawet wtedy, gdy przeniesiono je do klatki, z której mogły łatwo uciec, przeskakując barierkę. Nawet jeśli smutnego, depresyjnego psa siłą przeciągnięto przez przeszkodę w celu pokazania, że druga część jest bezpieczna, psy nie powtarzały tego zachowania samodzielnie.
Podobne badania pokazujące znaczenie posiadania kontroli jako podstawy budowania nadziei w podtrzymywaniu orientacji sprawczej, ofensywnej koniecznej dla podejmowania działań zaradczych prowadził Curt Paul Richter. Szczur wrzucony do śliskiej kadzi z zimną wodą po kilkunastu minutach pływania w kółko tonie. Jeśli podsunie mu się kij tuż po rozpoczęciu tonięcia, tak że może się po nim wdrapać i wydostać z kadzi, to przy ponownym wrzuceniu pływa kilkadziesiąt godzin. Badacze odkryli, że za tonięcie zwierzęcia w pierwszej próbie odpowiedzialne nie są skutki stresu (np. zawał serca), ale właśnie rezygnacja i apatia.
Badacze  instalowali nad głowami grupy dzieci leżących w łóżeczku dwa typy zabawek. Zabawka pierwszego typu obracała się w odpowiednią stronę, gdy dziecko przekręcało główkę (np. w prawo). Zabawka drugiego typu obracała się niezależnie od ruchu główki dziecka. Po dwóch tygodniach dzieci z pierwszej grupy, z zabawkami pierwszego typu, nauczyły się sprawnego sterowania zabawką. Po tym czasie dzieci z drugiej grupy, używające dotychczas zabawek „niesterownych”, dostały nowe zabawki pierwszego typu („sterowne”). Mimo to nie nauczyły się nimi kierować. Wyuczona bezradność dotyka więc również niemowlęta.

## Skutki wyuczonej bezradności
Ludzie szybko uczą się bezradności, czyli poczucia, że ich osobista kontrola wzmocnień i wpływ na sytuację jest nieefektywna. W związku z tym uczą się oczekiwać obniżonej kontroli w przyszłości.
To oczekiwanie prowadzi do:
- deficytów poznawczych: człowiek przestaje rozumieć, co się w danej sytuacji dzieje, i nie potrafi przewidywać dalszego jej biegu; bardzo wydłuża się czas uczenia nawet prostych zależności „zachowanie-wzmocnienie”
- deficytów motywacyjnych: brak motywacji do działania i umiejętności angażowania się; długi czas dochodzenia do równowagi po porażce
- deficytów emocjonalnych: depresja, apatia, lęk, zmęczenie, wrogość, brak agresji, utrata nadziei (zobacz też: teoria frustracji-agresji)

Podsumowując, wśród negatywnych skutków wyuczonej bezradności można wymienić: trudności w uczeniu się, izolację społeczną, zaniedbanie pedagogiczne, wykorzystywanie seksualne, maltretowanie fizyczne oraz deprywację emocjonalną, czyli tzw. zespół niewłaściwego wychowania dziecka. Wyuczona bezradność, wynikająca z niej frustracja i poczucie braku panowania nad własnym życiem może także powodować nadużywanie substancji psychoaktywnych (alkohol, narkotyki) oraz popadanie w nałóg seksualny.
Badacze odkryli, że stresujące zdarzenia, których nie jesteśmy w stanie uniknąć, prowadzą także do przyśpieszenia rozwijania się chorób (np. raka), szybszej śmierci w domach opieki społecznej i domach starców, obniżenia wyników uczenia się u dzieci.

## Przeciwdziałanie i leczenie z wyuczonej bezradności
Seligman w oparciu o swoje badania stworzył także model rozumienia i leczenia depresji. Modyfikacja tego stylu poznawczego oraz uczenie się tendencji samoobronnej niosą skutki lecznicze. Okazało się także, że dla wyuczonej bezradności istotne jest nie tyle rzeczywiste sprawowanie kontroli nad wzmocnieniami, ale raczej przekonanie o posiadaniu/nie posiadaniu tej kontroli.
Jak podkreśla literatura, w procesie leczenia (a na początku interwencji w sytuację bezradności) należy na wstępie udzielić wsparcia emocjonalnego, pozwolić na uzewnętrznienie wszystkich możliwych emocji, szczególnie tych negatywnych – by umożliwić spojrzenie na problem z dystansem, dostrzegając nowe punkty widzenia. W dalszych etapach ważne jest też wzmacnianie pacjenta w skupianiu się na pozytywnych emocjach, przypominanie pozytywów z przebiegu życia pacjenta.

## Wyuczona bezradność w ujęciu socjologicznym
Bezradnością można „zarazić się” od innych osób ze swojego najbliższego otoczenia lub grupy odniesienia. W związku z tym wyuczona bezradność nabiera również charakteru socjologicznego.
W ujęciu socjologicznym wyuczona bezradność jest także wyuczonym sposobem na przetrwanie w społeczeństwie. Najczęściej odnosi się do warstw upośledzonych, jest charakterystyczna dla podklasy społecznej. Polega on na utwierdzaniu siebie i państwa, że w wyniku nierówności szans lub z innej istotnej przyczyny jednostka nie może samodzielnie sobie radzić (np. na rynku pracy), a więc potrzebuje opieki państwa (m.in. przez pomoc socjalną).
Według niektórych socjologów (np. prof. Marka Szczepańskiego) zjawisko wyuczonej bezradności pociągnęło za sobą deprywację mieszkańców gett biedy i zrodzenie „prawników i profesorów biedy” – czyli ludzi, którzy do perfekcji opanowali umiejętność korzystania z możliwości oferowanych wykluczonym przez różne organizacje pomocy społecznej.
Człowiek uczy się bezradności w ścisłym powiązaniu z poczuciem alienacji. Istnieje pięć wariantów alienacji, których zróżnicowanie przebiega na poziomie przyczyn i konsekwencji:
- bezradność wywoływana jest przez poczucie braku kontroli nad życiem i istotnymi dla życia zdarzeniami w sytuacji utraty lub nienawiązania więzi z szerszym kontekstem społecznym
- brak lub utrata znaczenia osoby rodzi niezdolność do przewidywania wyników własnego i cudzego zachowania oraz sytuacji społecznych, co jest niemal równoznaczne z utratą sensu życia
- zanik norm zachodzi w momencie odkrycia przez jednostkę, że normy, którymi dotychczas się ona kierowała, nie umożliwiają jej realizacji celów, potrzeb bądź wartości; jest zatem zmuszona posługiwać się obcym systemem normatywnym, co prowadzi do poczucia odseparowania
- trwała frustracja potrzeby przynależności jest wyznacznikiem izolacji. Obcość wobec samego siebie jest wynikiem blokowania przez otoczenie procesu samoaktualizacji (samorealizacji), możliwości ekspresji; w tej sytuacji wyraźnie wzrasta rozbieżność między tym, jaki człowiek jest, a jaki chciałby być.

Zbieżność występowania silnych, negatywnych emocji, małej kontrolowalności sytuacji, występowania trudnych zadań, a więc powodowania trudności emocjonalnych oraz uniemożliwiania realizacji celów charakteryzuje syndrom sytuacji alienującej. Główną jej konsekwencją jest narastanie poczucia bezsilności.

## Wybrana literatura
- Martin Seligman (1975). Helplessness: On Depression, Development, and Death. San Francisco: W.H. Freeman. ISBN 0-7167-2328-X
- Seligman, M.E.P. (1990). Learned Optimism. New York: Knopf. (Reissue edition, 1998, Free Press, ISBN 0-671-01911-2).
- Seligman, M.E.P. and Maier, S.F. (1967). Failure to escape traumatic shock. Journal of Experimental Psychology, 74, 1–9.
- Seligman, M.E.P. (2004). Can Happiness be Taught?. Daedalus journal, Spring 2004.